# Juicero
Juicero是一家2013年建立的美国公司，该公司出售一种特殊的榨汁机，但是必须使用公司提供的原材料包，后来有人实验证明可以手工从原材料包中提取果汁。该公司于2017年12月1日停止经营。

## 資料來源
1. ↑  . BBC News. 2017-04-21  [2017-04-21]. （原始内容存档于2017-04-22） （英国英语）.